# Live at the Aladdin Las Vegas
Live at The Aladdin Las Vegas is de naam van een concertregistratie van Prince in het Aladdin Hotel in Las Vegas. Verschillende gasten speelden met Prince mee, zoals Nikka Costa, Maceo Parker en Sheila E. Van het concert is een dvd uitgebracht.
De muziek bestaat uit nummers van Prince' toenmalig nieuwe album The Rainbow Children. Ook worden er Princeklassiekers gespeeld zoals Sometimes It Snows In April en Strange Relationship. Het nummer Pass the Peas is een cover van James Brown. In de intro, waar een limousine naar het Aladdin Hotel rijdt en de rit door de ogen van Prince wordt bekeken, valt de mysterieuze muziek van het nummer Rainbow Children van het gelijknamige album te horen.
De concertregistratie kwam uit als toevoeging op het livealbum One Nite Alone... Live!

## Het concert (op dvd)
1. Intro/soundcheck
2. Pop Life
3. Money Don't Matter 2 Night/The Work
4. Push & Pull (met Nikka Costa)
5. 1+1+1=3/Love Rollercoaster/Housequake
6. Strollin'/U Want Me (* nog niet eerder uitgebracht)
7. Gotta Broken Heart Again
8. Strange Relationship
9. Pass the Peas
10. Whole Lotta Love
11. Family Name
12. Take Me With U
13. The Everlasting Now
14. Sometimes It Snows In April

bonus: The Ride